# Peter Montagna
Peter Montagna (Nova Iorque, 27 de março de 1952) é um maquiador americano. Como reconhecimento, foi nomeado ao Oscar 2013 na categoria de Melhor Maquiagem e Caracterização por Hitchcock.